# Burzum (album)
Burzum – pierwszy album projektu Burzum. Wydany w 1992 roku nakładem Deathlike Silence Productions. W kolejnych wydaniach ukazywał się wspólnie z minialbumem Aske. Utwór "Channeling the Power of Souls into a New God" został, w odróżnieniu od reszty materiału, nagrany wyłącznie na instrumentach klawiszowych. Utwór "War" Varg Vikernes skomponował jako hołd dla zespołu Bathory.

## Lista utworów
Opracowano na podstawie materiału źródłowego.
| Nr | Tytuł utworu                                    | Długość |
| -- | ----------------------------------------------- | ------- |
| 1. | „Feeble Screams from Forests Unknown”           | 7:28    |
| 2. | „Ea, Lord of the Depths”                        | 4:53    |
| 3. | „Black Spell of Destruction”                    | 5:40    |
| 4. | „Channelling the Power of Souls into a New God” | 3:27    |
| 5. | „War”                                           | 2:30    |
| 6. | „The Crying Orc”                                | 0:57    |
| 7. | „A Lost Forgotten Sad Spirit”                   | 9:11    |
| 8. | „My Journey to the Stars”                       | 8:10    |
| 9. | „Dungeons of Darkness”                          | 4:50    |
|    |                                                 | 47:06   |

## Twórcy
Opracowano na podstawie materiału źródłowego.
- Varg Vikernes (Count Grishnackh) – śpiew, gitara, gitara basowa, perkusja, instrumenty klawiszowe, produkcja
- Øystein Aarseth (Euronymous) – solo gitarowe w utworze "War", gong, produkcja
- Eirik Hundvin (Pytten) – produkcja, realizacja